# Municipio de High Prairie (Misuri)
El municipio de High Prairie (en inglés: High Prairie Township) es un municipio ubicado en el condado de Webster en el estado estadounidense de Misuri. En el año 2010 tenía una población de 1102 habitantes y una densidad poblacional de 8,83 personas por km².

## Geografía
El municipio de High Prairie se encuentra ubicado en las coordenadas 37°17′55″N 92°45′9″O / 37.29861, -92.75250. Según la Oficina del Censo de los Estados Unidos, el municipio tiene una superficie total de 124.8 km², de la cual 124,67 km² corresponden a tierra firme y (0,1 %) 0,13 km² es agua.

## Demografía
Según el censo de 2010, había 1102 personas residiendo en el municipio de High Prairie. La densidad de población era de 8,83 hab./km². De los 1102 habitantes, el municipio de High Prairie estaba compuesto por el 98,37 % blancos, el 0,36 % eran amerindios y el 1,27 % eran de una mezcla de razas. Del total de la población el 1,45 % eran hispanos o latinos de cualquier raza.